# Mortal Kombat II (2025)
Mortal Kombat II ist ein in Produktion befindlicher US-amerikanischer Martial-Arts-Actionfilm von Simon McQuoid und die Fortsetzung seines Films Mortal Kombat aus dem Jahr 2021 sowie die vierte Realverfilmung der Mortal Kombat-Computerspiele. Einige Schauspieler werden ihre Rollen aus dem vorigen Film wiederholen. Mortal Kombat II soll im Oktober 2025 seine Premiere feiern.

## Produktion

### Entwicklung
Darsteller Joe Taslim veröffentlichte im April 2021, dass er einen Vertrag über fünf Filme mit Warner Bros. abschließ. Greg Russo, Co-Autor des ersten Films, sah das Reboot als eine Trilogie, bei der der erste Film vor dem Turnier, der zweite Film während des Turniers und der dritte Film danach spielt. Im November 2021 deutete Produzent Todd Garner auf Twitter eine Fortsetzung an, zwei Monate später wurde diese von Warner Brothers bestätigt und Jeremy Slater als Drehbuchautor engagiert. Im Mai 2022 bestätigte Slater, Johnny Cage in den Film einzubeziehen, nachdem dies am Ende von Mortal Kombat geplant war. Er merkte an, dass seine genaue Rolle in der Geschichte noch nicht geklärt sei. Im selben Monat erwähnte Slater, dass der Film einige der „Verrücktheiten“ der Mortal-Kombat-Reihe aufgreifen würde und dass er wollte, dass der Film „unvorhersehbar“ sei und den Erwartungen der Fans widerspreche. Im Juni 2022 erklärte er, dass die Fortsetzung sowohl positive als auch negative Fanreaktionen auf den ersten Film ansprechen werde. Im Folgemonat bekam der Film grünes Licht und McQuoids Rückkehr als Regisseur wurde bestätigt.

### Besetzung
Mit der Ankündigung der Dreharbeiten wurden neue Charaktere aus dem Mortal-Kombat-Franchise vorgestellt, die im Film auftreten sollen, darunter Shao Kahn und Baraka. Anfang Mai begannen Verhandlungen mit Karl Urban, um die Rolle von Johnny Cage zu besetzen. Im selben Monat wurden Tati Gabrielle als Darstellerin für Jade und Adeline Rudolph für Kitana bekannt gegeben. Am 15. Juni 2023 gab New Line bekannt, dass Martyn Ford, Damon Herriman, Desmond Chiam und Ana Thu Nguyen im Film zu sehen sein werden.

### Dreharbeiten
Der Filmproduzent Todd Garner gab im April 2023 bekannt, dass die Dreharbeiten voraussichtlich im Juni desselben Jahres in Australien anfangen und im September abgeschlossen werden. Am 22. Juni 2023 begannen die ersten Aufnahmen in den Village Roadshow Pictures in Gold Coast, Queensland. Im Juli wurde das Drehen aufgrund des SAG-AFTRA-Streiks 2023 ausgesetzt und im November wiederaufgenommen. Schließlich wurden die Dreharbeiten im Januar 2024 beendet.

## Veröffentlichung
Mortal Kombat II soll am 24. Oktober 2025 in den Vereinigten Staaten veröffentlicht werden.